# رونالدو كوردوبا
رونالدو كوردوبا (بالإسبانية: Ronaldo Córdoba) هو لاعب كرة قدم بنمي في مركز الهجوم، ولد في 11 فبراير 1998 في بنما. لعب مع Chepo F.C. ‏.

## وصلات خارجية
- رونالدو كوردوبا على موقع قاعدة بيانات كرة القدم.إي يو (الإنجليزية)
- رونالدو كوردوبا على موقع ناشيونال فوتبول تيمز (الإنجليزية)
- رونالدو كوردوبا على موقع Soccerway.com (الإنجليزية)